# Orchowo (gemeente)
De gemeente Orchowo is een landgemeente in het Poolse woiwodschap Groot-Polen, in powiat Słupecki.
De zetel van de gemeente is in Orchowo.
Op 30 juni 2004 telde de gemeente 3937 inwoners.

## Oppervlakte gegevens
In 2002 bedroeg de totale oppervlakte van gemeente Orchowo 98,12 km², waarvan:
- agrarisch gebied: 72%
- bossen: 18%

De gemeente beslaat 11,71% van de totale oppervlakte van de powiat.

## Demografie
Stand op 30 juni 2004:
| Omschrijving                   | Totaal | Totaal | Vrouwen | Vrouwen | Mannen | Mannen |
| ------------------------------ | ------ | ------ | ------- | ------- | ------ | ------ |
| eenheid                        | aantal | %      | aantal  | %       | aantal | %      |
| inwoners                       | 3937   | 100    | 1974    | 50,1    | 1963   | 49,9   |
| bevolkingsdichtheid (inw./km²) | 40,1   | 40,1   | 20,1    | 20,1    | 20     | 20     |

In 2002 bedroeg het gemiddelde inkomen per inwoner 1358,48 zł.
Naczelnik Gminy Orchowo:
1973-1990 Walenty Waleriańczyk
Wójtowie Gminy Orchowo:
1990-1994 Teodor Pryka,
1994-2002 Marian Brzewiński,
2002-2010 Teodor Pryka

## Administratieve plaatsen (sołectwo)
Bielsko, Linowiec, Myślątkowo, Orchowo, Orchówek, Osowiec, Różanna, Skubarczewo, Słowikowo, Szydłowiec, Wólka Orchowska.
Zonder de status sołectwo : Gałczynek, Mlecze, Ostrówek, Siedluchna

## Aangrenzende gemeenten
Jeziora Wielkie, Kleczew, Mogilno, Powidz, Strzelno, Trzemeszno, Wilczyn, Witkowo